# Penicillaria jocosatrix
Penicillaria jocosatrix är en fjärilsart som beskrevs av Achille Guenée 1852. Penicillaria jocosatrix ingår i släktet Penicillaria och familjen nattflyn. Inga underarter finns listade i Catalogue of Life.

## Bildgalleri

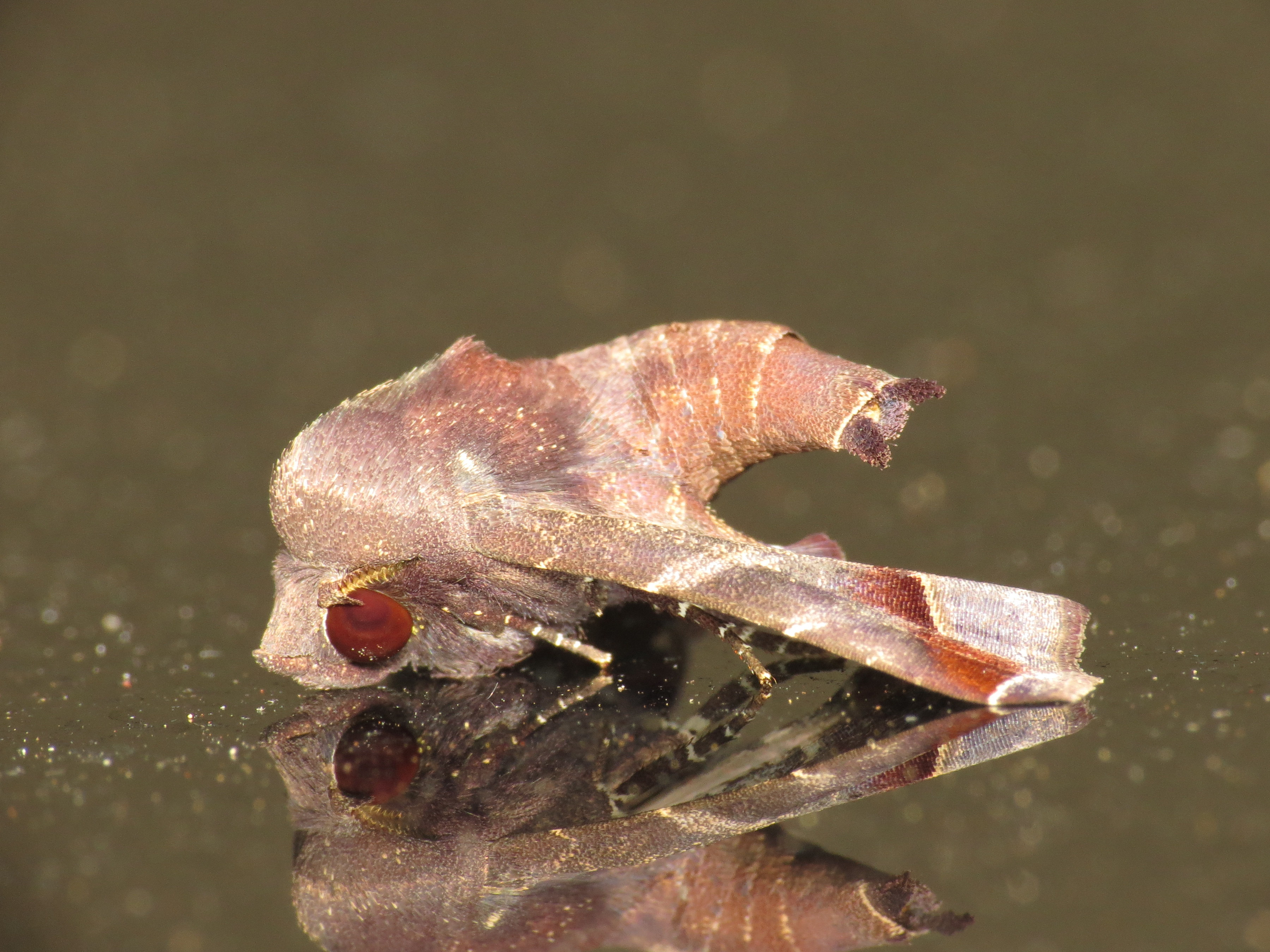